# Johann Jacob Haid

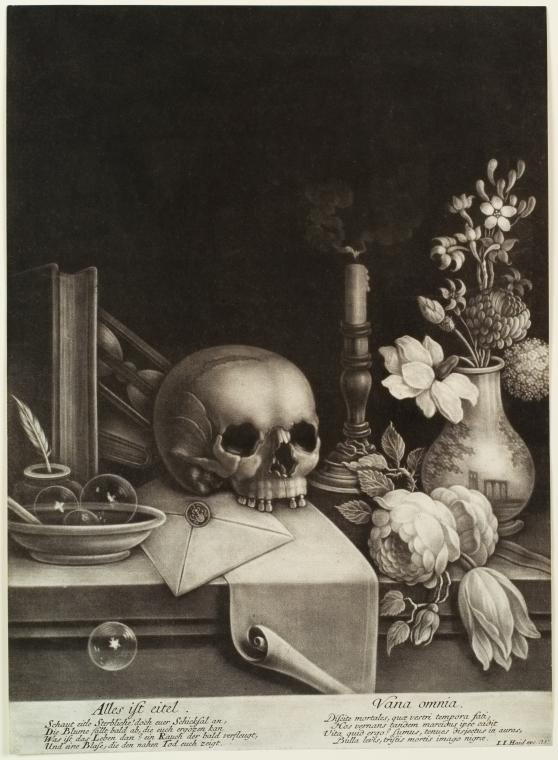
Todo es vano, grabado a media tinta de Johann Jakob Haid.

Johann Jacob Haid (* 10 de enero de 1704 en Klein-Eislingen cerca de Göppingen; † 9 de diciembre de 1767 en Augsburgo) era un grabador, retratista y editor alemán. Era conocido por sus grabados a media tinta.